# 亲爱的药王大人
《亲爱的药王大人》（英語：Dear Herbal Lord），2020年中国大陆架空古裝剧。本剧改编自慕轻轻的網絡小说《皇叔请吃药》， 由彦希、丁一一、杨业明领衔主演，讲述了板蓝根仙小崧蓝与药王大人缠绵两世铭心刻骨的爱情。本劇于2019年10至12月拍摄。於2020年8月10日在爱奇艺首播。

## 播出时间
| 频道   | 所在地 | 播出日期      | 播出时间                                  | 备注 |
| ------ | ------ | ------------- | ----------------------------------------- | ---- |
| 爱奇艺 | 中国   | 2020年8月10日 | 每周二三20:00會員搶先看 每周四五20:00更新 |      |

## 故事大綱
即將修煉成人形的板藍根仙草小菘藍陰差陽錯進入江家大小姐江清韻的靈魂，並與藥王楚之墨、蕭少爺蕭子銘、蕭小姐蕭雅相遇相識，經歷磨練共同成長的故事。

## 演员列表

### 主要演员
| 演員   | 角色             | 介紹 |
| 彦希   | 楚之墨/云霜      | 大興城藥王。城內第一傲嬌冷公子，身中劇毒，大夫診斷他活不過三十歲。外人都以為他是先天病弱，其實是前世為了救板藍根放棄修為中的詛咒。轉世之後，身懷藥氣，生性古怪，一天只看一位病人，因的自己短命，怕耽誤別人，本不想結親，沒想到被江清韻賴上。 |
| 丁一一 | 江清韵/崧蓝/仙草 | 板藍根仙，被江清韻服用後付其身。 |
| 杨业明 | 萧子铭           | 商賈蕭家的長子。大興城第一公子，武藝高強，性子爽朗，黑白通吃，善解人意，被譽為大興城最值得嫁的男人。可他的痴心只給了江清韻一人。 |

### 其他演员
| 演員   | 角色        | 介紹 |
| 蔡祥宇 | 蕭雅        | 商賈蕭家大小姐，表面溫柔賢淑，琴拱書畫樣樣精通，堪稱大興城女子的典範。一直聽從父親的想法，只想嫁給楚之墨，視江清韻為最大情敵。               |
| 蒋毓玮 | 綠蘿        | 江清韻的侍女 |
| 高承一 | 景逸然      | 痴迷醫學，無心爭權奪勢。少年時被師父江不厭送到清河王府為楚之墨治病，實則是楚啟賢安插監視楚之墨的棋子。與楚之墨相處後成為朋友，專心為他治病。 |
| 劉宇   | 楚啟賢      | 大興城城主 |
| 孙微木 | 大祭司/瘟神 | 偽裝成大興城大祭司的千年大妖。 |
| 夏紹航 | 江不厭      | 一生唯愛只有醫學和女兒，不折不扣的醫痴加女兒奴。江家是行醫世家，門下弟子無致，以治病救人為本。                                               |
| 王鉑清 | 蕭瑞        | 大興城商賈蕭家家主。唯利是圖，貪婪成性的商人，為了利益，自己的兒女也可以拿來利用，而他的做法也讓他踏進萬劫不復的深淵。                       |

## 电视剧歌曲
| 曲序 | 曲目               |                  | 作曲   | 编曲   | 演唱                  |
| ---- | ------------------ | ---------------- | ------ | ------ | --------------------- |
| 1.   | 天晴和你（片头曲） | 鹿海十二、劉鑫磊 | 劉鑫磊 | juno   | 丫蛋蛋 (馬啟涵)、劉宇 |
| 2.   | 留白（片尾曲）     | 潘群             | 潘群   | 黃詩麒 | 敖子逸                |
| 3.   | 幸好我有藥（插曲） | 潘群             | 潘群   | 吳灝   | 左卓                  |